# Adi Nalić
Adi Nalić (Sölvesburg, 1 december 1997) is een Bosnisch-Zweedse voetballer die als aanvallende middenvelder bij Almere City FC speelt.

## Carrière

### Mjällby AIF, Landskrona BoIS
Nalić begon zijn profcarrière in 2016 bij  Mjällby AIF. In 2017 maakte hij de overstap naar Landskrona BoIS.

### Malmö FF
In november 2018 tekende hij een contract voor vier jaar bij Malmö FF. In maart 2019 werd hij voor één seizoen verhuurd aan AFC Eskilstuna.

### Hammarby IF
In januari 2023 maakte hij de overstap naar Hammarby IF, waar hij een contract voor twee jaar tekende. Op 4 december 2023 ontbonden Hammaerby IF en Nalić het contract.

### Almere City FC
Op 9 februari 2024 sloot hij een contract voor 2,5 jaar bij Almere City FC.

## Clubstatistieken
| Seizoen | Club           | Competitie | Competitie | Competitie | Overig | Overig | Totaal | Totaal |
| Seizoen | Club           | Competitie | Wed.       | Dlp.       | Wed.   | Dlp.   | Wed.   | Dlp.   |
| ------- | -------------- | ---------- | ---------- | ---------- | ------ | ------ | ------ | ------ |
| 2023/24 | Almere City FC | Eredivisie | 0          | 0          | 0      | 0      | 0      | 0      |
| Totaal  | Totaal         | Totaal     | 0          | 0          | 0      | 0      | 0      | 0      |

Bijgewerkt t/m 11 februari 2024.

## Interlandcarrière
Nalić speelde negen wedstrijden voor het nationale elftal van van Bosnië.
1 Bakker ·
2 Dankerlui ·
3 Jacobs ·
4 Visus ·
5 Ritmeester van de Kamp ·
6 Carbonell ·
7 Providence ·
8 Tahiri ·
9 Robinet  ·
11 Kadile ·
12 Jasim ·
14 Zagaritis ·
15 Lawrence ·
16 Nalić ·
17 Hansen ·
18 Brym ·
19 Haye ·
20 Akujobi ·
21 Guillaume ·
22 Barbet ·
23 Balboa ·
24 Mattoir ·
25 Mamengi ·
26 Keller ·
27 Martins ·
28 Receveur ·
29 Wendlinger ·
30 Kuiper ·
31 Van der Wilt ·
32 De Nijs ·
34 Foah-Sam ·
34 Pinas ·
36 Beaumont ·
37 Puriel ·
39 Poku ·
40 Dors ·
50 Garden ·
Coach: Rijsdijk
· Assistent-coach: Booy
· Assistent-coach: Dastgir
· Assistent-coach: Talan
· Keeperstrainer: Etemadi